# Historia del diseño de modas

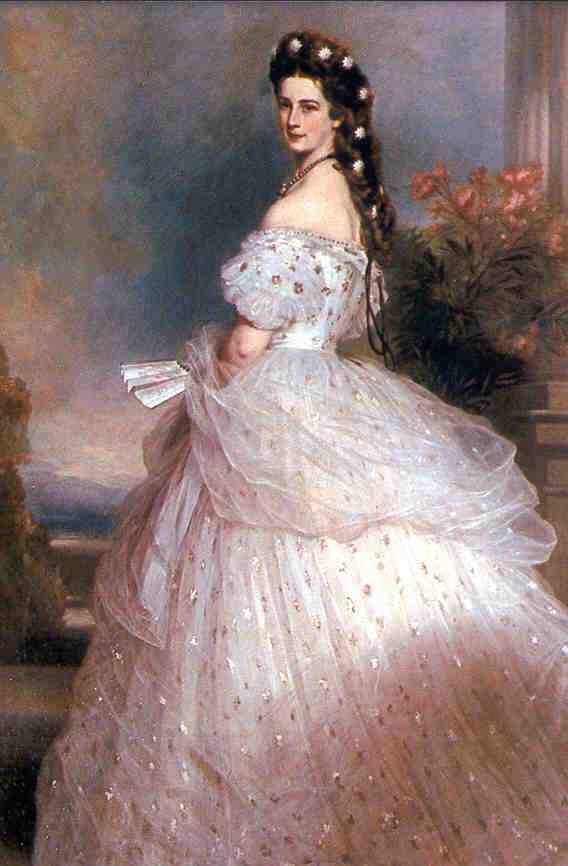
Vestido atribuido a Charles Frederick Worth para Isabel de Austria pintado por Franz Xaver Winterhalter

La historia del diseño de moda se refiere específicamente al desarrollo del propósito y la intención detrás de las prendas, zapatos, accesorios y su diseño y construcción. La industria moderna, basada en empresas o casas de moda dirigidas por diseñadores individuales, comenzó en el siglo XIX con Charles Frederick Worth, quien, a partir de 1858, fue el primer diseñador en coser su etiqueta en las prendas que creaba.
La moda comenzó cuando los humanos empezaron a usar ropa. Estas prendas generalmente se confeccionaban con plantas, pieles de animales y huesos. Antes de mediados del siglo XIX, la división entre alta costura y prêt-à-porter no existía realmente. Pero las prendas femeninas más básicas eran confeccionadas a medida por modistas y costureras que trataban directamente con el cliente. La mayoría de las veces, la ropa se modelaba, cosía y confeccionaba en el hogar. Cuando aparecieron las tiendas que vendían ropa lista para usar, esta necesidad se eliminó de la carga de trabajo doméstico.
El diseño de estas prendas se fue incrementando a partir de diseños estampados, especialmente procedentes de París, que circularon por Europa y se esperaban con impaciencia en las provincias. Luego, las costureras interpretarían estos patrones lo mejor que pudieran. El origen de los diseños eran las prendas ideadas por las figuras más elegantes, normalmente de la corte, junto con sus costureras y sastres. Aunque se habían distribuido muñecas vestidas desde Francia desde el siglo XVI y Abraham Bosse había producido grabados de moda en la década de 1620, el ritmo del cambio se aceleró en la década de 1780 con una mayor publicación de grabados franceses que ilustraban los últimos estilos parisinos, seguidos de moda. revistas como Cabinet des Modes. Hacia 1800, todos los europeos occidentales vestían igual (o así lo creían); las variaciones locales se convirtieron primero en un signo de la cultura provincial y más tarde en una insignia del campesino conservador.
A principios del siglo XX, las revistas de moda y, con el huecograbado, los periódicos, comenzaron a incluir fotografías y se volvieron aún más influyentes. En todo el mundo estas revistas fueron muy solicitadas y tuvieron un profundo efecto en el gusto del público. Ilustradores talentosos, entre ellos Paul Iribe, Georges Lepape, Erté y George Barbier, dibujaron atractivos diseños de moda para estas publicaciones, que cubrían las novedades más recientes en moda y belleza. Quizás la más famosa de estas revistas fue La Gazette du Bon Ton, fundada en 1912 por Lucien Vogel y publicada regularmente hasta 1925.

## Antes de 1900: inicios de la alta costura
A principios del siglo XVIII, los primeros diseñadores de moda pasaron a primer plano como líderes de la moda. En la década de 1720, la modista de la reina Françoise Leclerc se volvió buscada por las mujeres de la aristocracia francesa, y, a mediados de siglo, Marie Madeleine Duchapt, Mademoiselle Alexandre y Le Sieur Beaulard obtuvieron reconocimiento nacional y ampliaron su base de clientes desde la aristocracia francesa a la aristocracia extranjera. Sin embargo, Rose Bertin es generalmente considerada la primera diseñadora de moda de fama internacional.
Rose Bertin (2 de julio de 1747 - 22 de septiembre de 1813), apodada la "ministra de la Moda", fue la modista de María Antonieta, reina de Francia de 1770 a 1793. Bertin abrió una tienda en París y tuvo una influencia considerable en el estilo parisino, hasta que la Revolución Francesa la obligó a exiliarse en Londres.
María Antonieta, una ajena a la corte francesa, confió en los meticulosos diseños de Bertin para ayudarla a "combatir a sus enemigos con estilo". Las preferencias de moda únicas de María Antonieta, como los pantalones de montar masculinos o los sencillos vestidos rectos de muselina, contrastaban marcadamente con los vestidos elaborados mientras la Reina intentaba crear una personalidad que permitiera a los ciudadanos de Francia conectarse con ella y su estilo de vida. Aunque los intentos de María Antonieta fueron en gran medida infructuosos, la forma en que Bertin ayudó a la Reina a expresarse a través de la moda fue innovadora y sentó un precedente para los monarcas que la siguieron y sus diseñadores, como Louis Hippolyte Leroy. Y a principios del siglo XIX, diseñadoras como Ann Margaret Lanchester y Mary Ann Bell expandieron sus negocios y publicaron sus propios diseños en revistas de moda. En la primera mitad del siglo XIX, los diseñadores de moda parisinos, como Madame Vignon, Madame Victorine y Madame Palmyre, normalmente no diseñaban de forma independiente un producto que sus clientes pudieran elegir comprar, sino que creaban el producto en colaboración con los deseos de sus clientes., para producir algo único.
Charles Frederick Worth (1825 - 1905), inglés que vive en París, está considerado como el primer diseñador en el sentido moderno del término, con una gran empresa que emplea a muchos sastres y costureras en gran parte anónimos. Worth, ex pañero, tuvo tal éxito que podía dictar lo que debían vestir los clientes. Lanzado al centro de atención como el diseñador principal de la emperatriz Eugenia, Worth utilizó sus conexiones reales para ganar reconocimiento y clientes. La proclamación del 1 de febrero de 1853 por Napoleón III de que ningún visitante sería recibido en su corte sin vestimenta formal significó que la popularidad de los vestidos estilo Worth se volvió abrumadora. Los vestidos de Worth, profusamente decorados y construidos con los mejores materiales son bien conocidos por sus crinolinas (estructuras metálicas en forma de jaula que sostenían el vestido con una forma elegante).
A lo largo de las primeras décadas del siglo XX, la alta costura se originó en París y, en menor medida, en Londres. Revistas de moda de otros países enviaron editores a los desfiles de moda de París. Los grandes almacenes también enviaban compradores a las ferias de París, donde compraban prendas para copiar (y abiertamente robaban las líneas de estilo y los detalles de adornos de otros). Tanto los salones hechos a medida como los departamentos de prêt-à-porter presentaban las últimas tendencias parisinas, adaptadas a las suposiciones de las tiendas sobre los estilos de vida y los bolsillos de sus destinatarios.

## 1900

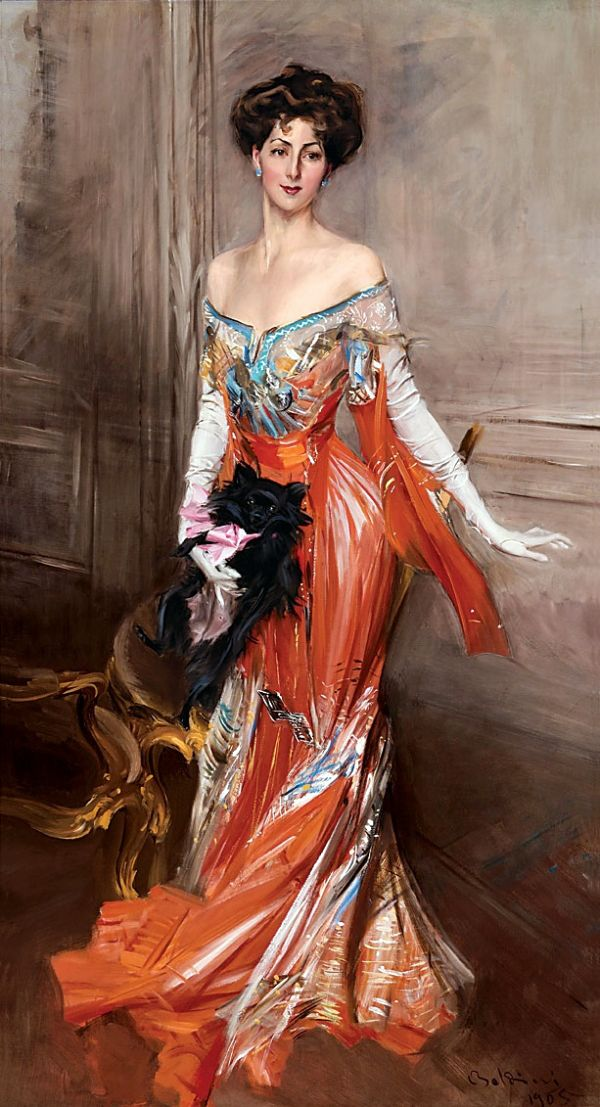
Dama de moda de la época: retrato de Giovanni Boldini (1845 – 1931) que muestra a Elizabeth Wharton Drexel en 1905.

Los atuendos usados por las mujeres elegantes durante la Belle Époque (1871-1914) eran sorprendentemente similares a los usados en el apogeo del pionero de la moda Charles Worth. A finales del siglo XIX, los horizontes de la industria de la moda se habían ampliado debido a los estilos de vida más estables e independientes de las mujeres acomodadas y la ropa práctica que exigían. Sin embargo, la moda de la Belle Époque aún conservaba el estilo elaborado y tapizado del siglo XIX. El cambio de moda era impensable, por lo que el uso de diferentes adornos era lo único que distinguía la vestimenta de una temporada a otra.
El despilfarro y el consumos ostentosos definieron la moda de la década y los trajes de los modistos de la época eran extravagantes, ornamentados y confeccionados con esmero. La curvilínea silueta S-Bend dominó la moda hasta alrededor de 1908. El corsé S-Bend empujaba el pecho hacia el mono-seno y, con la ayuda del acolchado, la colocación juiciosa de los adornos en la ropa y, más especialmente, una postura particular completamente independiente del corsé creaba la ilusión de un " Silueta S". Hacia finales de la década Paul Poiret introdujo diseños que no incluían enaguas ni corsé, dejando la forma de S pasada de moda. Este fue un gran cambio, ya que la cintura de las mujeres se moldeaba con corsés desde el Renacimiento.
La Maison Redfern, fundada por el sastre inglés John Redfern (1820-1895), fue la primera casa de moda en ofrecer a las mujeres ropa deportiva y trajes a medida basados en sus homólogos masculinos, y sus prendas prácticas y sobriamente elegantes pronto se volvieron indispensables en los guardarropas de las mujeres bien. -mujeres vestidas.

## Década de 1910
Durante los primeros años de la década de 1910, la silueta de moda se volvió mucho más ágil, fluida y más suave que en el siglo XIX. Cuando los Ballets Rusos representaron Scheherazade en París en 1910, se produjo una locura por el orientalismo. El modisto Paul Poiret fue uno de los primeros diseñadores en trasladar esto al mundo de la moda. Las clientas de Poiret se transformaron inmediatamente en chicas de harén con pantalones sueltos, turbantes y colores vivos y en geishas con kimonos exóticos. Poiret también ideó el primer traje que las mujeres podían usar sin la ayuda de una criada.
El movimiento Art Déco comenzó a surgir en esta época y su influencia se hizo evidente en los diseños de muchos modistos de la época. Los sencillos sombreros de fieltro, turbantes y nubes de tul reemplazaron los estilos de tocados populares en el siglo XIX. También es de destacar que los primeros desfiles de moda reales fueron organizados durante este período, por Jeanne Paquin, una de las primeras modistas femeninas, que también fue la primera modista parisina en abrir sucursales extranjeras en Londres, Buenos Aires y Madrid.
Dos de los diseñadores de moda más influyentes de la época fueron Jacques Doucet y Mariano Fortuny. Doucet se destacó en la superposición de colores pastel y sus elaborados vestidos de gasa sugerían los reflejos impresionistas de la luz reflejada. Sus distinguidos clientes nunca perdieron el gusto por sus líneas fluidas y sus materiales endebles y diáfanos. Si bien obedecía imperativos que dejaban poco a la imaginación del modisto, Doucet fue, no obstante, un diseñador de inmenso gusto y discriminación, un papel que muchos han intentado desde entonces, pero rara vez con el nivel de éxito de Doucet.
El diseñador veneciano Mariano Fortuny y Madrazo fue una figura curiosa, con muy pocos paralelos en cualquier época. Para sus diseños de vestidos concibió un proceso de plisado especial y nuevas técnicas de teñido. Le dio el nombre de Delphos a sus vestidos largos y ceñidos que ondulaban de color. Cada prenda estaba confeccionada con una sola pieza de la más fina seda, cuyo color único se adquiría mediante repetidas inmersiones en tintes cuyas tonalidades evocaban la luz de la luna o los reflejos acuosos de la laguna veneciana. Paja bretona, cochinilla mexicana y añil del Lejano Oriente fueron algunos de los ingredientes que utilizó Fortuny. Entre sus muchos devotos se encontraban Eleonora Duse, Isadora Duncan, Cléo de Mérode, la Marchesa Casati, Émilienne d'Alençon y Liane de Pougy.
Los cambios de vestimenta durante la Primera Guerra Mundial fueron dictados más por la necesidad que por la moda. A medida que más y más mujeres se veían obligadas a trabajar, exigían ropa que se adaptara mejor a sus nuevas actividades. Los eventos sociales tuvieron que posponerse en favor de trabajos más urgentes y la necesidad de llorar el creciente número de muertos, las visitas a los heridos y la gravedad general de la época hizo que los colores más oscuros se convirtieran en la norma. Surgió una nueva apariencia monocromática que no era familiar para las mujeres jóvenes en circunstancias cómodas. En 1915, las faldas de moda llegaban hasta arriba del tobillo y, en 1920, hasta la mitad de la pantorrilla.

## Edad de oro de la moda francesa
El período entre las dos guerras mundiales, a menudo considerado como la Edad de Oro de la moda francesa, fue uno de grandes cambios y reformas. La alta costura encontró nuevos clientes en las filas de actrices de cine, herederas estadounidenses y esposas e hijas de industriales adinerados.

### Década de 1920

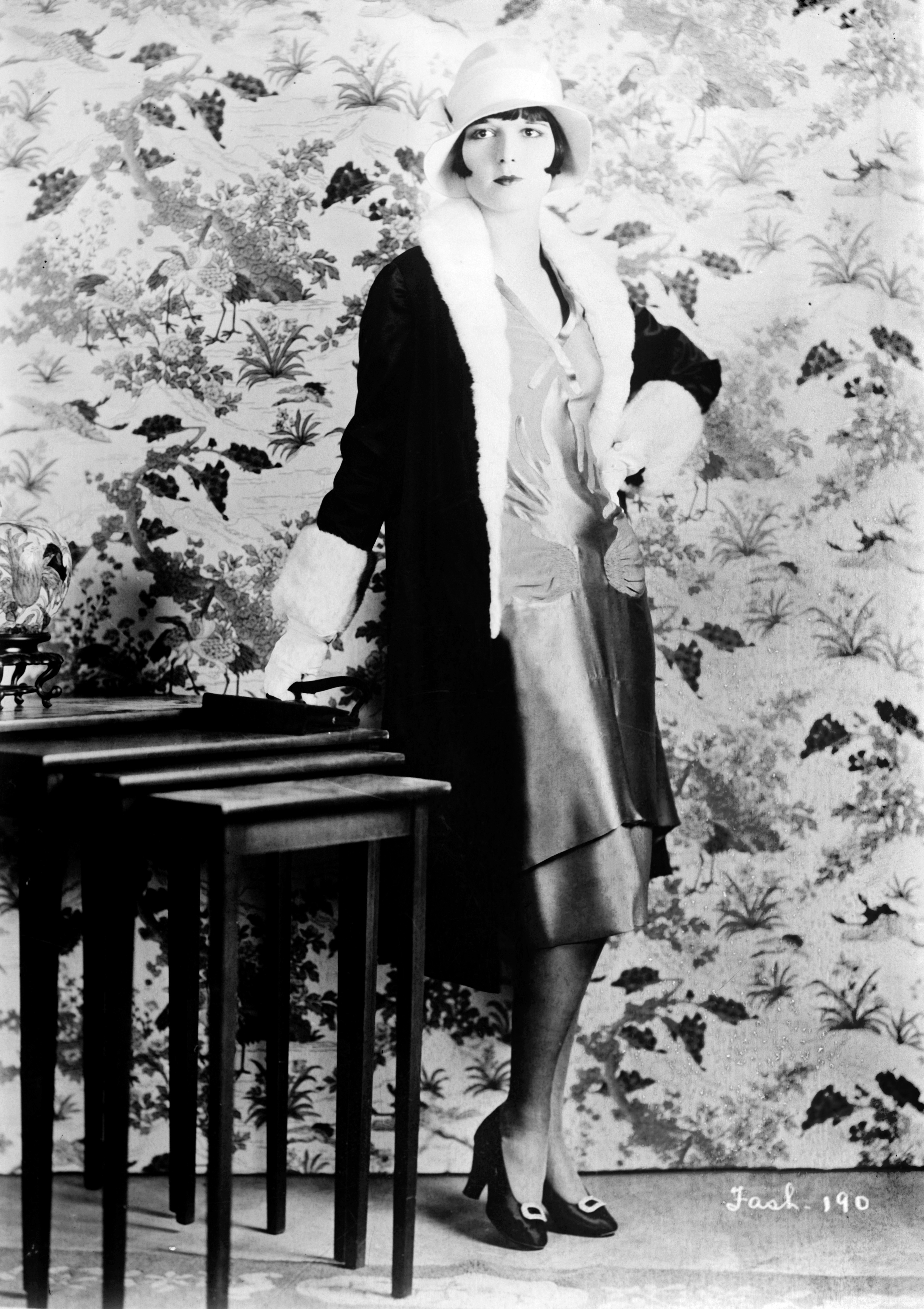
La elegante actriz de Hollywood Louise Brooks

Después de la Primera Guerra Mundial se produjo un cambio radical en la moda. Los peinados abullonados dieron paso a bobs cortos, los vestidos con cola larga dieron paso a delantales por encima de la rodilla. Se abandonaron los corsés y las mujeres tomaron prestada su ropa del guardarropa masculino y optaron por vestirse como niños. Aunque al principio muchos modistos se mostraron reacios a adoptar el nuevo estilo andrógino, lo adoptaron incondicionalmente a partir de 1925. Surgió una silueta sin busto y sin cintura y la vestimenta agresiva fue mitigada por boas de plumas, bordados y accesorios llamativos. El estilo flapper (conocido por los franceses como look 'garçonne') se hizo muy popular entre las mujeres jóvenes. El sombrero cloche se usó mucho y la ropa deportiva se hizo popular tanto entre hombres como entre mujeres, y diseñadores como Jean Patou y Coco Chanel popularizaron el estilo deportivo y atlético.
El gran modisto Coco Chanel fue una figura importante de la moda de la época, conocida tanto por su personalidad magnética como por sus diseños elegantes y progresistas. Chanel ayudó a popularizar el peinado bob, el vestidito negro y el uso del tejido de punto para la ropa de mujer; También elevó el estatus de la bisutería y las prendas de punto.
Otros dos diseñadores franceses destacados de la década de 1920 fueron Jeanne Lanvin y Jean Patou. Jeanne Lanvin, que comenzó su carrera como sombrerera, confeccionó trajes tan bonitos para su pequeña hija Marguerite que la gente empezó a pedir copias. El nombre de Lanvin aparece en el anuario de la moda alrededor de 1901, sin embargo, fue en la década de 1920 cuando alcanzó la cima de su éxito. El estilo Lanvin adoptó el aspecto de la época, con su hábil uso de adornos complejos, bordados deslumbrantes y decoraciones de pedrería en colores florales claros y claros que eventualmente se convirtieron en una marca registrada de Lanvin. En 1925, Lanvin producía muchos productos diferentes, incluida ropa deportiva, pieles, lencería, moda masculina y diseños de interiores. Su enfoque global de la moda presagió los esquemas que adoptarían más tarde todas las grandes casas de moda contemporáneas en sus esfuerzos por diversificarse.
El estilo de Jean Patou nunca fue mainstream, pero sí lleno de originalidad y caracterizado por una estudiada sencillez que le granjeará fama, sobre todo en los mercados americanos. Muchas de sus prendas, con líneas limpias, motivos geométricos y cubistas y una mezcla de lujo y practicidad, fueron diseñadas para satisfacer la nueva moda de la vida al aire libre y tenían una notable similitud con la ropa deportiva moderna. La defensora más famosa de su estilo fue Suzanne Lenglen, la legendaria campeona de tenis.
En la moda masculina, había un creciente ambiente de informalidad, especialmente entre los estadounidenses, que se reflejaba en modas que enfatizaban la juventud y la relajación. En el pasado, había un traje especial para cada evento en la época del caballero bien vestido, pero los jóvenes de la década de 1920, sin miedo a mostrar su juventud, comenzaron a usar el mismo traje de lana suave durante todo el día. Las chaquetas de traje cortas reemplazaron a las viejas chaquetas largas del pasado que ahora sólo se usaban para ocasiones formales. Los hombres tenían a su disposición una variedad de ropa deportiva, incluidos suéteres y pantalones cortos, comúnmente conocidos como bragas. Para la noche, un esmoquin corto estaba más de moda que el frac, que ahora se consideraba algo anticuado. El corte londinense, de líneas esbeltas, mangas holgadas y hombros acolchados, perfeccionado por el sastre inglés Scholte, gozó de gran popularidad.
Los patrones Fair Isle se volvieron muy populares para ambos sexos. Los tacones, en ese momento, solían tener más de cinco centímetros de alto y ayudaron a popularizar el zapato de dos tonos. Salvatore Ferragamo y André Perugia fueron dos de los diseñadores de calzado más influyentes y respetados. Muchas estrellas del cine mudo tuvieron un impacto significativo en la moda durante la década de 1920, incluidas Louise Brooks, Gloria Swanson y Colleen Moore. Las modas alegres y progresistas de la década de 1920 se detuvieron gradualmente después del desplome de Wall Street de 1929 y sucumbieron a un estilo más conservador. Si bien el estilo flapper persistió hasta 1930, desapareció rápidamente después, aunque los sombreros con forma de campana duraron hasta 1933.

### Década de 1930
En la década de 1930, cuando el público empezó a sentir los efectos de la Gran Depresión, muchos diseñadores descubrieron que las crisis no eran el momento para la experimentación. La moda se volvió más comprometedora, aspirando a preservar las victorias del feminismo mientras redescubría una elegancia y una sofisticación sutiles y tranquilizadoras. En general, la ropa de la década de 1930 era sombría y modesta, lo que reflejaba la difícil situación social y económica de la década. La moda femenina se alejó del estilo descarado y atrevido de la década de 1920 hacia una silueta más romántica y femenina. Se restauró la cintura, los dobladillos bajaron hasta casi llegar a los tobillos, se renovó el aprecio por el busto y se hicieron populares los vestidos de noche sin espalda y los vestidos de día suaves y ajustados. El cuerpo femenino fue remodelado con una forma más neoclásica y se pusieron de moda los cuerpos delgados, tonificados y atléticos. La moda de las actividades al aire libre estimuló a los modistos a fabricar lo que hoy se denominaría "ropa deportiva". El término "prêt-à-porter" aún no se utilizaba mucho, pero las boutiques describían este tipo de prendas como "para hacer deporte". En lugar del corte de pelo estilo flapper, el peinado femenino estándar de la década de 1930 era una permanente corta y modesta.
Dos de las diseñadoras de moda más destacadas e influyentes de la década de 1930 fueron Elsa Schiaparelli y Madeleine Vionnet. Elsa Schiaparelli mostró su primera colección en 1929 e inmediatamente fue aclamada por la prensa como "una de las raras innovadoras" de la época. Con sus diseños emocionantes e inventivos, Schiaparelli no revolucionó la moda, sino que hizo añicos sus cimientos. El primer jersey que exhibió en sus escaparates causó sensación: estaba tejido en negro con un lazo blanco en trampantojo. Schiaparelli era muy amiga de Christian Bérard, Jean Cocteau y Salvador Dalí, quienes le diseñaron motivos de bordado y le inspiraron modelos como el traje de escritorio con cajones por bolsillos, el sombrero en forma de zapato, los vestidos de seda pintados con moscas o langostas. Todo París acudió en masa a su salón en el número 21 de la Place Vendôme mientras una colección se sucedía.
Madeleine Vionnet se inspiró en estatuas antiguas y creó vestidos hermosos y atemporales que no desentonarían en un friso griego. Reina del corte al bies (que corta en diagonal los hilos longitudinales de la tela), confeccionó vestidos de noche que se ajustaban al cuerpo sin excesiva elaboración ni disimulo, empleando una línea fluida y elegante. Su perfecto drapeado de gasa, seda y crepé marroquí creó un efecto maravillosamente sereno y sensual. El éxito incomparable de los cortes de Vionnet garantizó su reputación hasta su jubilación en 1939.
Mainbocher, el primer diseñador estadounidense que vivió y trabajó en París, también fue influyente, con sus diseños sencillos, pero sumamente elegantes, que a menudo empleaban el corte al bies del que fue pionero Vionnet. El fabricante de artículos de lujo Hermès comenzó a vender pañuelos cuadrados de seda estampados a mano a principios de los años 30, además de popularizar la cremallera y muchas otras innovaciones prácticas. Hacia finales de la década, la moda femenina adquirió una silueta algo más imponente y de hombros anchos, posiblemente influenciada por Elsa Schiaparelli. La moda masculina continuó la tendencia informal y práctica que había dominado desde el final de la Primera Guerra Mundial.

## Mediados delsigloXX
Después de la Segunda Guerra Mundial, la reputación de París como centro mundial de la moda comenzó a desmoronarse. En la década de 1950 surgió un nuevo estilo juvenil que cambió el enfoque de la moda. En Occidente, se cuestionó la tradicional división entre la alta sociedad y la clase trabajadora. En particular, una nueva generación joven quería aprovechar los beneficios de una sociedad de consumo en auge. Los privilegios se publicitaron menos abiertamente que en el pasado y las diferencias se pasaron por alto. A medida que las antiguas jerarquías europeas fueron derribadas, las marcas externas de distinción se desvanecieron. Cuando se lanzaron los primeros cohetes al espacio, Europa estaba más que lista para adoptar una prenda prêt-à-porter de calidad al estilo estadounidense, algo que ocupara el término medio entre lo convencional y la alta costura. Esta necesidad era aún más apremiante porque los aumentos en los costos generales y de las materias primas estaban comenzando a relegar la moda hecha a mano a un segundo plano. Mientras tanto, el rápido desarrollo de nuevas tecnologías hizo que fuera cada vez más fácil fabricar un producto de alta calidad y en constante mejora.
Ante la amenaza de un producto fabricado en fábrica y basado en la moda, la alta costura parisina montó sus defensas, pero con poco efecto. Mientras el Viejo Mundo hacía su reverencia final, los cambios en la moda fueron una de las manifestaciones más visibles de la sacudida general de la sociedad. En poco tiempo, clases de mujeres hasta entonces restringidas a sustitutos inferiores de la alta costura disfrutarían de una libertad de elección mucho mayor. Al tratarse de cantidades mucho mayores, los ciclos de producción eran más largos que los de los talleres de alta costura, lo que significaba que los estilistas que planificaban sus líneas para las colecciones semestrales tenían que intentar adivinar con más de un año de antelación lo que querrían sus clientes. Una nueva autoridad había asumido el poder: la de la calle, lo que constituía una nueva amenaza a la dictadura de la alta costura.

### Década de 1940
Muchas casas de moda cerraron durante la ocupación de París durante la Segunda Guerra Mundial, incluidas la Maison Vionnet y la Maison Chanel. Varios diseñadores, incluido Mainbocher, se trasladaron permanentemente a Nueva York. En el enorme programa de reeducación moral e intelectual emprendido por el Estado francés, la alta costura no se salvó. En contraste con la elegante y liberada parisina, el régimen de Vichy promovió el modelo de esposa y madre –una joven robusta y atlética–, una figura mucho más consistente con la agenda política del nuevo régimen. Mientras tanto, Alemania estaba tomando posesión de más de la mitad de lo que producía Francia, incluida la alta costura, y estaba considerando trasladar la alta costura francesa a Berlín y Viena. Se confiscaron los archivos de la Chambre Syndicale de la Couture, incluida, sobre todo, la lista de clientes. El objetivo de todo esto era romper un monopolio que supuestamente amenazaba el dominio del Tercer Reich.
Debido a los tiempos difíciles, los dobladillos subieron tanto en la ropa de noche como en la de día, esta última se confeccionaba utilizando materiales sustitutos siempre que era posible. A partir de 1940 se necesitaba tela para el personal militar; para todos los demás, estaba racionado, con una asignación de no más de cuatro metros (trece pies) de tela para un abrigo y un poco más de un metro (tres pies) para una blusa. Ningún cinturón podía tener más de 3 centímetros (una pulgada y media) de ancho. Todos, desde amas de casa hasta diseñadores, se vieron obligados a reutilizar telas viejas o crear nuevos estilos a partir de prendas viejas. La alta costura hizo todo lo posible para mantener ondeando su bandera. El humor y la frivolidad se convirtieron en la forma de las estrellas del pop de desafiar a las potencias ocupantes y la alta costura sobrevivió. Aunque algunos han argumentado que la razón por la que perduró se debió al patrocinio de las esposas de nazis ricos, los registros revelan que, aparte de las habituales parisinas adineradas, era una mezcla ecléctica de esposas de embajadores extranjeros, clientes del mercado negro, y otros clientes diversos de los salones (entre los cuales las mujeres alemanas eran sólo una minoría) que mantenían las puertas abiertas en casas de moda como Jacques Fath, Maggy Rouff, Marcel Rochas, Jeanne Lafaurie, Nina Ricci y Madeleine Vramant.
Los peinados con permanente siguieron siendo estándar, aunque durante los años 40, esto evolucionó hacia un mechón a lo largo de la parte inferior de la línea del cabello.
Durante la ocupación, la única manera verdadera que tenía una mujer de hacer alarde de su extravagancia o agregar color a un atuendo monótono era usar un sombrero. En este período, los sombreros se hacían a menudo con restos de materiales que de otro modo se habrían desechado, incluidos trozos de papel y virutas de madera. Entre las sombrereras más innovadoras de la época se encontraban Pauline Adam, Simone Naudet, Rose Valois y Le Monnier.
La situación aislada de París en la década de 1940 permitió a los estadounidenses utilizar plenamente el ingenio y la creatividad de sus propios diseñadores. Durante la Segunda Guerra Mundial, Vera Maxwell presentó trajes compuestos de conjuntos sencillos y de corte sencillo e introdujo innovaciones en la ropa de trabajo masculina. Bonnie Cashin transformó las botas en un importante accesorio de moda y, en 1944, comenzó la producción de ropa deportiva original e imaginativa. Claire McCardell, Anne Klein y Cashin formaron un notable trío de mujeres que sentaron las bases de la ropa deportiva estadounidense, asegurando que el prêt-à-porter no fuera considerado una mera segunda opción, sino una forma elegante y cómoda de vestir para las mujeres modernas.
En los años de la guerra, el traje zoot (y en Francia el traje zazou ) se hizo popular entre los hombres jóvenes.
Muchas actrices de la época, entre ellas Rita Hayworth, Katharine Hepburn y Marlene Dietrich, tuvieron un impacto significativo en la moda popular.
El modisto Christian Dior creó un maremoto con su primera colección en febrero de 1947. La colección contenía vestidos con bustos acentuados, cinturas diminutas (o de "avispa") y faldas extravagantemente amplias, enfatizando la figura femenina de reloj de arena de una manera muy similar al estilo de la Belle Époque. El uso lujoso de las telas y la elegancia femenina de los diseños atrajeron a la clientela de la posguerra y aseguraron el meteórico ascenso de Dior a la fama. La absoluta sofisticación del estilo incitó al todopoderoso editor del Harper's Bazaar estadounidense, Carmel Snow, a exclamar: "¡Ésta es una nueva apariencia!".

### Década de 1950
Contra la continuidad, el apoyo y la lógica, y las predicciones sociológicas eruditas, la moda de los años cincuenta, lejos de ser revolucionaria y progresista, utilizó más la de la década anterior. Toda una sociedad que, en las décadas de 1920 y 1930, había creído mucho en el progreso, ahora era mucho más prudente. A pesar de que las mujeres tenían derecho a votar, trabajar y conducir sus propios automóviles, eligieron usar vestidos hechos de materiales opulentos, con cinturas encorsetadas y faldas arremolinadas hasta la mitad de la pantorrilla. Mientras la moda miraba hacia el pasado, la alta costura experimentó una especie de renacimiento y generó una miríada de diseñadores estrella que se beneficiaron enormemente del rápido crecimiento de los medios de comunicación.
A lo largo de la década de 1950, aunque sería por última vez, las mujeres de todo el mundo siguieron sometiéndose a las tendencias de la alta costura parisina. Tres de los modistos parisinos más destacados de la época fueron Cristóbal Balenciaga, Hubert de Givenchy y Pierre Balmain. El frugal príncipe del lujo, Cristóbal Balenciaga Esagri, hizo su debut en la moda a finales de los años treinta. Sin embargo, no fue hasta los años de la posguerra que se hizo evidente la magnitud de la inventiva de este diseñador tan original. En 1951 transformó totalmente la silueta, ensanchando los hombros y eliminando la cintura. En 1955, diseñó el vestido túnica, que más tarde se convirtió en el vestido camisero de 1957. Y finalmente, en 1959, su trabajo culminó con la línea Empire, con vestidos de cintura alta y abrigos con un corte similar al kimono. Su dominio del diseño y la creación de telas desafiaba lo creíble. Balenciaga también se destaca como uno de los pocos modistos en la historia de la moda que podía usar sus propias manos para diseñar, cortar y coser los modelos que simbolizaban el apogeo de su arte.
Hubert de Givenchy abrió su primera casa de alta costura en 1952 y causó sensación con sus prendas que podían mezclarse y combinarse a voluntad. La más famosa fue su blusa Bettina hecha de camisa, que lleva el nombre de su top model. Pronto se abrieron boutiques en Roma, Zurich y Buenos Aires. Hombre de inmenso gusto y criterio, fue, quizás más que cualquier otro diseñador de la época, una parte integral del mundo cuya discreta elegancia ayudó a definir.
Pierre Balmain abrió su propio salón en 1945. Fue en una serie de colecciones llamadas 'Jolie Madame' donde experimentó su mayor éxito, a partir de 1952. La visión de Balmain de la mujer elegantemente vestida era particularmente parisina y se caracterizaba por el glamour sastre del "New Look", con su busto amplio, cintura estrecha y faldas amplias, por el dominio del corte y los ensamblajes imaginativos de telas en sutiles combinaciones de colores. Su clientela sofisticada se sentía igualmente cómoda con una elegancia lujosa, una confección sencilla y un aspecto más natural. Además de su trabajo en alta costura, el talentoso empresario fue pionero en una gama de prêt-à-porter llamada Florilege y también lanzó una serie de perfumes de gran éxito.
También es destacable el regreso de Coco Chanel (que detestaba el "New Look") al mundo de la moda. Tras el cierre de sus salones durante los años de la guerra, en 1954, con más de setenta años, reapareció y el 5 de febrero presentó una colección que contenía toda una gama de ideas que serían adoptadas y copiadas por mujeres de todo el mundo: su famoso traje trenzado con cadenas de oro, bisutería brillante, blusas de seda en colores que combinaban con los forros del traje, tweeds elegantes, botones con monogramas, lazos planos de seda negra, canotiers, bolsos acolchados con cadenas y vestidos de noche y pieles que eran maravillas de sencillez.
A pesar de ser un diseñador de alta costura, Mainbocher, nacido en Estados Unidos, también diseñó uniformes de servicio militar y civil. En 1952, rediseñó el uniforme de servicio de Women Marines combinando feminidad con funcionalidad. Los rediseños anteriores incluyen uniformes para WAVES (Mujeres Aceptadas para el Servicio Voluntario de Emergencia) en 1942, y diseños de uniformes para las Girl Scouts de EE. UU. y la Cruz Roja Americana en 1948.
El "New Look" de Dior (que se estrenó en 1947) revivió la popularidad de las fajas y los corselettes todo en uno. A principios de la década de 1950, muchas casas de alta costura aprovecharon el interés en la "ropa básica" para lanzar sus propias líneas, poco después muchos fabricantes de lencería comenzaron a crear sus propias marcas. En 1957, Jane Russell usó el sujetador "Cantilever" que fue diseñado científicamente por Howard Hughes para maximizar una apariencia voluptuosa. La invención de la Lycra (originalmente llamada "Fibra K") en 1959 revolucionó la industria de la ropa interior y rápidamente se incorporó a todos los aspectos de la lencería.
Después de la guerra, el estilo americano (que consistía en hombros anchos, corbatas florales, pantalones de pierna recta y camisas con cuellos largos y puntiagudos, a menudo usadas colgando en lugar de por dentro) se volvió muy popular entre los hombres en Europa. Ciertos fabricantes londinenses marcaron el comienzo de un resurgimiento de la elegancia eduardiana en la moda masculina, adoptando un estilo retro ajustado que pretendía atraer a los tradicionalistas. Este look, originalmente dirigido al joven respetable de la ciudad, se tradujo a la moda popular como el estilo Teddy boy. El look italiano, popularizado por Caraceni, Brioni y Cifonelli, fue adoptado por toda una generación de jóvenes amantes elegantes, a ambos lados del Atlántico. Los cuadros eran muy comunes en la moda masculina de la década de 1950, tanto en camisas como en trajes, junto con el corte de pelo "cola de pato", que a menudo se consideraba un símbolo de rebelión adolescente y estaba prohibido en las escuelas.
Durante la segunda mitad de la década de 1950, hubo un movimiento general hacia ropa menos formal, especialmente entre la moda masculina. El sombrero fedora y el sombrero Homburg, así como las gabardinas, desaparecieron del uso generalizado (esta tendencia ya había comenzado algunos años antes en la costa oeste más informal de los EE. UU.) después de haber sido partes estándar de la ropa masculina desde la década de 1920.
Los diseñadores de Hollywood crearon un tipo particular de glamour para las estrellas del cine estadounidense, y los trajes usados por personajes como Marilyn Monroe, Lauren Bacall o Grace Kelly fueron ampliamente copiados. Cuantitativamente, un traje usado por una actriz en una película de Hollywood tendría una audiencia mucho mayor que la fotografía de un vestido diseñado por un modisto ilustrado en una revista leída por no más de unos pocos miles de personas. Sin siquiera intentar seguir todos los estilos parisinos, sus diseñadores de vestuario se centraron en su propia versión del clasicismo, que debía ser atemporal, favorecedor y fotogénico. Utilizando materiales aparentemente lujosos, como lentejuelas, gasa y pieles, las prendas tenían un corte muy sencillo, incluyendo a menudo algún detalle memorable, como una espalda escotada en un vestido que sólo se reveló cuando la actriz le dio la espalda a la cámara. o algún accesorio particularmente llamativo. Los diseñadores más influyentes y respetados de Hollywood entre los años 1930 y 1950 fueron Edith Head, Orry-Kelly, William Travilla, Jean Louis, Travis Banton y Gilbert Adrian. La ropa cotidiana de las mujeres durante la década consistía en abrigos largos, sombreros con pequeños velos y guantes de cuero. Vestidos hasta la rodilla combinados con collares de perlas, que se hicieron populares instantáneamente gracias a la primera dama Mamie Eisenhower. El cabello corto y con permanente era el peinado femenino estándar de la época.
A finales de la década, la ropa fabricada en masa y lista para usar se había vuelto mucho más popular que en el pasado, otorgando al público en general un acceso sin precedentes a los estilos de moda.

### Década de 1960
Hasta los años 60, París era considerada el centro de la moda en todo el mundo. Sin embargo, entre 1960 y 1969 se produjo una reestructuración radical en la estructura fundamental de la moda. A partir de la década de 1960, nunca habrá una única tendencia o moda predominante, sino una gran plétora de posibilidades, indivisiblemente ligadas a las diversas influencias en otras áreas de la vida de las personas. La prosperidad y el surgimiento de una cultura adolescente distinta, combinados con el movimiento contracultural, tendrían efectos importantes en la moda.
Después de 30 años de estilos de ropa conservadores, en los años 60 se produjo una especie de retroceso a la década de 1920, cuando las mujeres adoptaron una vez más un aspecto infantil con cortes de pelo bob y ropa cada vez menos modesta. A principios de la década, las faldas llegaban hasta la rodilla, pero poco a poco se hicieron cada vez más cortas hasta que surgió la minifalda en 1965. A finales de la década habían llegado muy por encima de la parte superior de las medias, lo que hizo inevitable la transición a las medias.
Muchos de los cambios radicales en la moda se desarrollaron en las calles de Londres, con diseñadores tan talentosos como Mary Quant (conocida por lanzar la minifalda) y Barbara Hulanicki (fundadora de la legendaria boutique Biba). París también tuvo su cuota de diseñadores nuevos y revolucionarios, entre ellos Pierre Cardin (conocido por sus diseños visionarios y hábilmente cortados), André Courrèges (conocido por sus trajes futuristas y por lanzar la minifalda junto con Mary Quant), Yves Saint Laurent (conocido por su moda revolucionaria pero elegante) y Emanuel Ungaro (conocido por su uso imaginativo del color y sus atrevidos contrastes barrocos). En Estados Unidos, Rudi Gernreich (conocido por sus diseños vanguardistas y futuristas) y James Galanos (conocido por su lujoso prêt-à-porter) también estaban llegando a un público joven. Los principales puntos de venta de estos nuevos jóvenes diseñadores de moda eran pequeñas boutiques que vendían prendas que no eran exactamente "únicas", sino que se confeccionaban en pequeñas cantidades en una gama limitada de tallas y colores. Sin embargo, no todos los diseñadores aceptaron bien el nuevo estilo y estado de ánimo. En 1965, Coco Chanel montó una acción de retaguardia contra la exposición de la rodilla y Balenciaga continuó decididamente produciendo diseños femeninos y conservadores.
La forma y el estilo básicos de la época eran simples, limpios, elegantes y coloridos. Los sombreros ya habían comenzado su declive en la década anterior y ahora estaban casi completamente extintos excepto en ocasiones especiales. Los tacones bajos eran un bonito sustituto de los tacones de aguja. Los dedos de los pies en punta dieron paso a los dedos en forma de cincel en 1961 y a los dedos en forma de almendra en 1963. Las botas planas también se hicieron populares con vestidos muy cortos en 1965 y, finalmente, subían por la pierna y llegaban hasta la rodilla.
En los años 60 se vio por primera vez una amplia variedad de peinados populares, incluidos bobs, cortes de paje y colmenas.
Dos diseñadores notables e influyentes en la década de 1960 fueron Emilio Pucci y Paco Rabanne. Los diseños y estampados de ropa deportiva de Emilio Pucci inspirados en el op art, la psicodelia y los estandartes heráldicos medievales le valieron una reputación que se extendió mucho más allá de los círculos de la alta sociedad. Sus elegantes vestidos rectos, túnicas y ropa de playa crearon una 'Puccimanía' que fue parte de un movimiento para liberar la forma femenina y sus diseños son hoy sinónimo de la década de 1960. Francisco Rabaneda Cuervo (más tarde Paco Rabanne) abrió su primera casa de alta costura en 1966 y, desde el principio, produjo diseños decididamente modernos. En lugar de utilizar materiales de vestir convencionales, creó prendas a partir de aluminio, rodoides y trozos de chatarra. Sus diseños, además de ser experimentales, también estaban muy en sintonía con lo que querían vestir las jóvenes aventureras modernas. Entre sus innovaciones se encuentran el vestido sin costuras hecho, después de muchos experimentos, rociando cloruro de vinilo sobre un molde, y el vestido desechable de bajo presupuesto hecho de papel e hilo de nailon. Rabanne también fue el primer diseñador de moda en utilizar modelos negros, lo que estuvo a punto de provocar su despido de la Chambre Syndicale de la Couture Parisienne. El éxito de su perfume Calandre ayudó a respaldar las áreas menos rentables de su trabajo, mientras que su utopismo le aseguró una posición única en el conservador mundo de la alta costura.
El principal cambio en la moda masculina en la década de 1960 fue el peso del tejido utilizado. La elección de los materiales y el método de fabricación dieron como resultado un traje que, al ser más ligero, tenía un aspecto totalmente diferente, con una línea más cercana a la forma natural del cuerpo, lo que hacía que los hombres miraran su figura de manera más crítica. La proliferación de los jeans sirvió para acelerar un cambio radical en el vestuario masculino. Los jóvenes se dejaban el pelo hasta el cuello y añadían un toque de color, e incluso motivos florales, a sus camisas. El cuello polo nunca logró sustituir a la corbata, pero la adopción de la chaqueta obrera de pana basta, y especialmente de la chaqueta mao, demostró ser algo más que una simple declaración política. Pierre Cardin y André Courrèges provocaron algunos rumores futuristas, pero el traje de tres piezas sobrevivió intacto.
A principios de la década de 1960 hubo "asociaciones" influyentes de celebridades y diseñadores de alta costura, las más famosas Audrey Hepburn con Givenchy y Jackie Kennedy con Oleg Cassini. Además, muchos modelos tuvieron un efecto muy profundo en la moda, sobre todo Twiggy, Veruschka, Jean Shrimpton. A principios de la década, los culottes estaban de moda y el bikini finalmente se puso de moda en 1963. Los movimientos hippie y psicodélico de finales de la década también tuvieron una fuerte influencia en los estilos de ropa, incluidos los jeans de campana (diseñados por el sastre inglés Tommy Nutter, de su tienda Savoy), los tejidos tie-dye y batik, así como los estampados paisley.

### Década de 1970
Apodada la década del "yo"; "complacete a ti mismo" era el eslogan de la década de 1970. Algunos lo vieron como el fin del buen gusto. La década comenzó con una continuación del estilo hippie de finales de los años 1960, con caftanes, bufandas indias y túnicas con estampados florales. Los jeans seguían deshilachados y acampanados, el teñido anudado seguía siendo popular y la moda unisex se disparó. Un inmenso movimiento que reivindicaba los derechos civiles de los negros combinado con la influencia de la música soul de Estados Unidos creó una nostalgia por África y la cultura africana. Surgió una elegancia radical, influenciada por personajes como James Brown, Diana Ross, Angela Davis y los Black Panthers, en todo, desde peinados afro hasta suelas de plataforma. Durante la década de 1970 las marcas aumentaron considerablemente su participación en el mercado internacional. Los dobladillos comenzaron a caer en 1974 hasta debajo de la rodilla hasta que finalmente llegaron a la mitad inferior de la pantorrilla en 1977 y se eliminaron las líneas de los hombros. Después de 1975, la moda pasó a estar dominada por el "look disco", que incluía cortes de pelo con plumas para las mujeres y, para los hombres, el traje informal de tres piezas. Los pantalones acampanados seguirían siendo populares durante toda la década.
Quizás los dos diseñadores de moda más innovadores de la Francia de los años 70 fueron Kenzo Takada y Sonia Rykiel. Kenzo, estrella indiscutible de la moda parisina de la década de 1970, se inspiró en todo el mundo, mezclando influencias populares occidentales y orientales con una fantástica alegría de vivir y una comprensión instintiva de lo que querían sus jóvenes clientes. Con sus líneas fluidas, estampados inusuales, accesorios ingeniosos y galas hasta ahora sin precedentes en el prêt-à-porter, revolucionó el mundo de la moda. Sonia Rykiel, reina de los tejidos de punto que realzan la figura, diseñó en 1974 sus primeros jerseys con costuras invertidas. Pero más que eso, creó toda una gama de prendas que eran extremadamente individuales y que, sin embargo, podían usarse en casi cualquier lugar. El estilo Rykiel, dominado por prendas de punto fluido, negros oscuros, pedrería, bufandas largas tipo boa y pequeños gorros de crochet, conquistó el mercado estadounidense, e incluso hoy en día, muchos estadounidenses consideran a Rykiel como el verdadero sucesor de Chanel.
Gracias al punk, Londres conservó un grado considerable de influencia en la moda, sobre todo en las boutiques de King's Road, donde la boutique de Vivienne Westwood, SEX, inaugurada en 1971, soplaba con el viento predominante. Este templo de la iconoclasia británica se centraba en accesorios fetichistas y gamas de ropa en las que el caucho negro y las tachuelas de acero eran los signos externos del sadismo subyacente. Postmodernista e iconoclasta en esencia, el movimiento punk fue una reacción directa a la situación económica durante la depresión económica del período, el vehículo de un odio que era más visceral que político. El punk tenía en su corazón un manifiesto de creación a través del desorden. Con sus camisetas rotas, sus peinados nativos americanos, sus Doc Martens, sus pantalones bondage y sus cadenas, los punks exportaron un sentimiento general de disgusto a todo el mundo.
Otro estilo británico popular fue el estilo de ropa campestre, femenino y decididamente antimoderno popularizado por Laura Ashley, que consistía en faldas largas con volantes y blusas de cuello alto con estampados florales tradicionales, combinadas con chales de ganchillo. Laura Ashley comenzó a dirigir una pequeña empresa en Gales a mediados de la década de 1960 y la empresa continuó expandiéndose hasta la muerte accidental de su propietario en 1985. Laura Ashley no fue la única diseñadora que miró con nostalgia al pasado. Las modas basadas en las décadas de 1920, 1930, 1940 y 1950 fueron populares durante gran parte de la década, con películas de Hollywood como El Padrino y El gran Gatsby y numerosas exposiciones sobre la historia del vestuario en el Museo Metropolitano de Arte de Nueva York aumentaron su popularidad. En Japón, las boutiques del moderno distrito Harajuku de Tokio vendían muchas versiones reelaboradas de estilos tradicionales británicos y estadounidenses.
En Estados Unidos, la tendencia general en la moda era hacia la simplificación y las faldas más largas, aunque muchas mujeres reaccionaron negativamente al largo midi, que sentían envejecido. Los pantalones, por el contrario, obtuvieron la aprobación unánime. Los jeans fueron los que más se beneficiaron al convertirse en una parte aceptada de la escena de la moda estadounidense en la década de 1970, y su nueva respetabilidad derivó de su inclusión en colecciones bajo el título de ropa deportiva. Las nuevas estrellas del prêt-à-porter estadounidense adaptaron lo mejor de lo que aprendieron de Europa a la enorme industria de la confección estadounidense. Calvin Klein y Ralph Lauren surgieron del anonimato más o menos simultáneamente para abordar la cuestión del diseño de ropa para los hombres y mujeres de un nuevo mundo. Dos movimientos opuestos dominaron la moda en Estados Unidos durante la década de 1970. Por un lado, estaba el look unisex y entallado; por otro, un estilo fluido y desestructurado con una fuerte sensación de glamour de los años 30. El diseñador estadounidense más influyente de la época, Roy Halston Frowick (conocido simplemente como Halston), pertenecía a esta última categoría. Adquiriendo estatus de celebridad en la escena neoyorquina, su particular talento consistió en conciliar la prenda a medida para la ocasión especial con conceptos de comodidad, naturalidad y relajación. Con sus caftanes, camiseros, chilabas, vestidos rectos ultraligeros y túnicas sobre pantalones cortos y pantalones anchos, fue un ícono de la época y un visitante habitual de la sala VIP del Studio 54 después de su apertura en 1977.
Geoffrey Beene, elogiado por sus cortes elegantes y sofisticados y su uso del blanco y negro, tuvo su mayor éxito en los diseños radicalmente simplificados en los que sobresalió. Sus pequeños vestidos elegantes y trajes de buen corte en jersey, franela y lana fueron fundamentales para disuadir a las mujeres estadounidenses de usar demasiados accesorios. Bill Blass, que lanzó su propia gama en 1962, desarrolló la costumbre de viajar por todo Estados Unidos para escuchar por sí mismo lo que deseaban sus clientes. Uno de los diseñadores más populares de la época, logró casi con demasiado éxito cumplir los deseos de sus clientes. Su estilo disciplinado y su mano de obra fueron particularmente favorecidos por las mujeres de negocios y las esposas de altos ejecutivos. Betsey Johnson comenzó a diseñar para la boutique Paraphernalia. Utilizando vinilos y telas metálicas y poniendo énfasis en el ingenio, la imaginación y la independencia, trajo un espíritu de irreverencia sin precedentes a Nueva York en la década de 1970.
En la moda popular, el estilo de ropa glam rock, usado por artistas de rock como David Bowie y Marc Bolan, fue muy influyente, particularmente en el Reino Unido. El diseñador Elio Fiorucci tenía un look muy similar. Su boutique en Milán vendía cosas como botas de goma de colores brillantes, sandalias de plástico con forma de margarita, pieles sintéticas y chaquetas inspiradas en el arte pop.
Durante la década de 1970 surgió una nueva generación de boutiques de ropa masculina, con el objetivo de cambiar la decoración, los rituales y la base de clientes de un comercio tradicionalmente "difícil". Vender ropa de moda a un joven a finales de los años 1960 todavía equivalía, en muchos círculos, a cuestionar su masculinidad. La apariencia de los hombres cambió más en la década de 1970 que en todo un siglo. Muchos de los diseñadores de moda que revolucionaron el look masculino debieron muchas de sus innovaciones a Pierre Cardin: hombros estrechos, líneas ajustadas, sin corbata, sin entretela, monos con cremallera, chaquetas o túnicas entalladas, a veces sin camisa. La ropa de trabajo sirvió de inspiración para un estilo menos formal, lo que animó a los diseñadores a mirar más allá del traje tradicional y, por ejemplo, adoptar un look unisex o investigar la oferta masiva de ropa de segunda mano. A veces, este tipo de reprimenda masculina, a menudo denunciada como "hippie", obtuvo reconocimiento formal como una mirada deliberada. En otras ocasiones, como parte de un movimiento retro, los diseñadores introdujeron un resurgimiento de la elegancia de los años treinta. El desenterramiento de ropa militar antigua, preferentemente caqui y procedente de Estados Unidos; Zapatos de estilo inglés; camisas Oxford; camisetas impecables; chaquetas de tweed con hombreras acolchadas; suéteres con cuello en V de colores brillantes; Los pañuelos estampados de cachemira que colgaban del cuello imponían una cierta uniformidad en el look beatnik informal del guardarropa masculino de finales de los años setenta.
También son significativos los avances en la moda italiana que ocurrieron durante el período. En el transcurso de los años 1970, gracias a su industria del prêt-à-porter, Milán confirmó su estatus como centro de la moda internacional, sólo superado por París. La 'alta moda' prefirió Roma, base de los modistos Valentino, Capucci y Schön. Aprovechar la tendencia dominante de la antimoda en Italia ofrecía un glamour que nada tenía que ver con los dictados de la alta costura parisina. Si bien se beneficiaba de un estilo claramente definido, la moda italiana era lujosa y fácil de llevar. Los dos diseñadores de moda italianos más influyentes de la época fueron probablemente Giorgio Armani y Nino Cerruti. Giorgio Armani produjo su primera colección para mujer en 1975. Desde el principio, la línea fue dinámica, urbana y sobria, de inspiración andrógina. Armani ofreció un estilo sobrio que atrajo enormemente a la creciente población de mujeres que ahora tenían acceso al mundo laboral y ocupaban progresivamente puestos de mayor responsabilidad dentro de él. Este fue sólo el comienzo de una tremenda carrera, que se hizo realidad en 1981, cuando se lanzó Emporio Armani. En 1957, Nino Cerruti abrió la boutique de ropa masculina Hitman en Milán. Hombre de gusto y discernimiento, en 1976 presentó su primera colección para mujer. Dos años más tarde lanzó su primer perfume. Al vincular la carrera de un industrial exitoso con la de un diseñador de alta calidad, Cerruti ocupó una posición única en el prêt-à-porter italiano.

## Finales delsigloXX
A finales del siglo XX, las modas comenzaron a traspasar fronteras internacionales con rapidez. Los estilos occidentales populares se adoptaron en todo el mundo y muchos diseñadores de fuera de Occidente tuvieron un profundo impacto en la moda. Los materiales sintéticos como la lycra/spandex y la viscosa se volvieron ampliamente utilizados, y la moda, después de dos décadas de mirar hacia el futuro, volvió a buscar inspiración en el pasado.

### Década de 1980
La sociedad de los años 80 ya no se criticaba a sí misma como consumista, sino que estaba interesada en "el espectáculo". La imagen consciente de la década fue muy buena para la industria de la moda, que nunca había estado tan a la moda. Los desfiles de moda se transfiguraron en espectáculos saturados de medios y frecuentemente televisados, adquiriendo alta prioridad en el calendario social. La apariencia estaba relacionada con el desempeño, que era de suma importancia para toda una generación de jóvenes profesionales urbanos, cuyo deseo de lucir el papel estaba relacionado con un ansia de poder. La forma en que hombres y mujeres se asociaban con los últimos estilos ya no era una cuestión de sumisión pasiva, pero la música disco rápidamente cayó en desgracia a medida que comenzó la década, junto con sus estilos de ropa asociados. En 1982, los últimos vestigios de la moda de los años 70 habían desaparecido.
Durante la década de 1980, el salmonete se convirtió en el corte de pelo estándar de los hombres y las mujeres lucían permanentes grandes y de corte cuadrado, aunque había muchas variaciones de ambas. Los monos se convirtieron en un elemento popular de la ropa femenina y, en los hombres, las corbatas estrechas y las gafas de sol envolventes. También durante los años 80, los aeróbicos estaban de moda y por eso se pusieron de moda los leggings y cintas para la cabeza de spandex.
Los dos modistos franceses que mejor definieron el look de la época fueron Un hombre y Azzedine Alaia. Fuertemente influenciado por su carrera inicial en el teatro, Thierry Mugler produjo diseños de moda que combinaban lo retro y el futurismo de Hollywood, con caderas redondeadas, hombros marcadamente acentuados y un ligero toque de heroína galáctica. Los glamorosos vestidos de Mugler fueron un éxito notable y significaron el fin total de la era hippie y su silueta desestructurada. Conocido por sus impresionantes combinaciones, Azzedine Alaia influyó mucho en la silueta de la mujer de los años 80. Maestro de todo tipo de técnicas que antes sólo eran conocidas por la alta costura, experimentó con muchos materiales nuevos y poco utilizados, como el spandex y la viscosa. El acabado, la sencillez y la pura sensualidad de la apariencia de Alaia hicieron que las mujeres de todas las generaciones se identificaran con su estilo seductor, y durante la década de 1980 alcanzó cierta gloria y fue tenido en alta estima por miembros de su propia profesión.
También crearon diseños muy típicos de la época Claude Montana, cuyos imponentes diseños de hombros anchos, a menudo hechos de cuero, no habrían desentonado en el universo futurista de Thierry Mugler, y Christian Lacroix, que causó conmoción en el mundo. mundo de la alta costura, con sus faldas de volantes, corsés bordados, polisones y miriñaques de lunares que evocaban los ritmos del flamenco.
En la década de 1980 entraron en la escena de la moda varias promesas recién llegadas. un extraordinario técnico que trabajó para Patou, hechizó tanto a la prensa como a sus clientes con sus vestidos de 'pañuelo'. Hechos de cuadrados de tela, resultaron, cuando los pusiste, mucho más complicados de lo que parecían al principio. Muchas veladas parisinas de los años 80 se vieron animadas por sus vestidos, todos ellos de un estilo fluido y original, en los que los cortes y las costuras se mantenían al mínimo. Chantal Thomas, la reina de las medias sexys y el encaje, se ganó seguidores devotos por su seductora ropa interior y sus vestidos de noche que parecían camisones y viceversa. Guy Paulin fue uno de los primeros diseñadores en promover una apariencia severa, sencilla y ordenada. Sus prendas eran clásicas en sus proporciones y confeccionadas para la comodidad y la sencillez, con sus líneas armoniosas reforzadas por una sutil paleta de colores y materiales nobles. Bajo su propio nombre, Joseph diseñó prendas de punto lujosas siguiendo líneas clásicas, creando prendas holgadas y sexys en colores neutros. Carolina Herrera, considerada durante mucho tiempo como una de las integrantes más elegantes de la jet set, lanzó en 1981 una serie de colecciones dirigidas a mujeres como ella, presentando prendas de impecable corte, alta calidad y atractivos vestidos de noche.
Diseñadores japoneses como Rei Kawakubo y Yohji Yamamoto ofrecieron un look que marcó una ruptura total con la imagen de moda imperante en la época. Zapatos planos, sin maquillaje, reserva, modestia y secretismo fueron las señas de identidad de este look moderno. Con el tiempo, comenzó a incluir detalles de las modas del pasado, a medida que estos anarquistas de la moda revisitaban los lugares antiguos de Europa, cuya influencia en la forma de la ropa, a finales del siglo XX, se volvió legendaria.
En la moda estadounidense, el estilo seductor y pegajoso de Donna Karan y la sofisticación informal de Ralph Lauren fueron muy influyentes. Donna Karan, estrella de la escena social de Nueva York, aportó un enfoque muy personal y femenino al look informal, severo y de colores sobrios que dominaba el prêt-à-porter estadounidense. Al crear su propia marca en 1984, sus diseños ganaron popularidad instantánea entre las mujeres urbanas activas que apreciaban mucho el lujo discreto de su ropa. En 1971 Ralph Lauren abrió una boutique para hombres y mujeres en Beverly Hills . Su estilo aristocrático a precios que el estadounidense medio podía permitirse causó sensación. Para una élite enfrentada a todo tipo de modas de vanguardia, representó un punto de encuentro, respaldando un estilo clásico que había sido adoptado para una vida activa. Lauren, número uno del prêt-à-porter estadounidense, tuvo igualmente éxito con su ropa deportiva y sus vaqueros, que le permitieron llegar al más amplio espectro posible de clases sociales y grupos de edad.
Un elemento central del éxito de una nueva ola de ropa deportiva estadounidense fue la marca Perry Ellis, fundada en 1978, que utilizó el color y las fibras naturales con gran ventaja en sus elegantes variaciones de los básicos. Norma Kamali, con sus faldas cortas compuestas por sudaderas, leotardos, vinchas y calentadores, hizo que el jogging pareciera estar de moda. Kamali también creó la popular 'falda rah-rah'. También es notable la extrema popularidad de la marca deportiva Adidas, que alcanzó un increíble nivel de credibilidad callejera en la década de 1980, incitando al grupo de hip hop Run DMC a lanzar el sencillo 'My Adidas' en 1986. El legendario diseñador de zapatos Manolo Blahnik también saltó a la fama durante los años 80.
La multiplicidad de tendencias que florecieron durante los años 80 se vio restringida por la recesión económica que se produjo a principios de los años 90, destruyendo en gran medida el estado de ánimo optimista que es tan ventajoso para la industria de la moda.

### Década de 1990
En la década de 1990 ya no era costumbre seguir la moda servilmente, en marcado contraste con las décadas de 1970 y 1980, muy a la mode. La fobia a estar mal vestido finalmente fue completamente desplazada por el miedo a vestir demasiado. La moda de la década de 1990 se unió en torno a un nuevo estándar, el minimalismo y los estilos de absoluta simplicidad se convirtieron en la moda. A pesar de los mejores esfuerzos de algunos diseñadores por mantener ondeando la bandera de los vestidos bonitos, a finales de la década la noción de galas ostentosas prácticamente había desaparecido. Además del estilo del producto, su promoción en los medios se volvió crucial para su éxito e imagen. Las presiones financieras de la década tuvieron un efecto devastador en el desarrollo de nuevos talentos y redujeron la autonomía de la que disfrutaban los diseñadores más establecidos.
La moda de finales del siglo XX abordó temas que la moda no había abordado antes. Estos temas incluían violación, discapacidad, violencia religiosa, muerte y modificación corporal. Hubo un alejamiento dramático de los estilos sexys dirigidos a la glamorosa mujer fatal de la década de 1980, y muchos diseñadores, cautivados por una visión de la pobreza romántica, adoptaron el estilo de la niña abandonada asolada por la pobreza, vestida con una paleta austera y perversamente sobria., con el rostro desmaquillado. La ropa de minoristas de prêt-à-porter como The Gap, Banana Republic y Eddie Bauer pasó a la vanguardia de la moda, logrando satisfacer las necesidades de las mujeres que simplemente querían ropa cómoda y ponible. La ropa retro inspirada en las décadas de 1960 y 1970 fue popular durante gran parte de la década de 1990.
La famosa casa de moda italiana Gucci fue creada en 1921 por Guccio Gucci y originalmente era una firma que vendía artículos de cuero de lujo. Bajo la dirección de los hijos de Guccio Gucci, a finales de la década de 1960 la marca se había ampliado para incluir una gran cantidad de productos con un glamour claramente latino. Sin embargo, sólo en la década de 1990, cuando los herederos de Gucci cedieron el control de la empresa a Invest Corp., que planeaba darle un giro al negocio, comenzó realmente a disfrutar del tipo de éxito que disfruta en la actualidad. Con un diseñador desconocido, Tom Ford, como director de diseño en 1994, la casa de moda se dotó de un gran prestigio, ya que Ford provocó un maremoto con sus elegantes e impactantes colecciones, perfumes para hombres y mujeres, boutiques renovadas y campañas publicitarias. En 1998, Gucci es nombrada "Compañía europea del año" por la Federación Europea de Prensa Empresarial. Hoy en día es la segunda marca de moda más vendida (después de LVMH) en todo el mundo, con unos ingresos de 7.000 millones de dólares en todo el mundo en 2006, según la revista BusinessWeek.
En los años 90, la marca Prada se convirtió en una verdadera fuerza creativa en la industria de la moda. La empresa milanesa se fundó en 1923, dos años después de Gucci, y al igual que Gucci, era una firma que vendía zapatos y cuero de alta calidad. Fue hasta la década de 1980 que Miuccia Prada, sobrina del fundador de la empresa, comenzó a producir moda prêt-à-porter, ganando fama por su estilo sutil, estilizado pero indiscutiblemente lujoso, dirigido a la joven privilegiada que prefiere la sobriedad a la sobriedad. extravagante extravagancia.
En Estados Unidos, tres de los diseñadores de moda más influyentes de la época fueron Michael Kors, Marc Jacobs y Calvin Klein. Michael Kors fundó su propia empresa en 1980. Sin embargo, no fue hasta la década de 1990 que el diseñador alcanzó la cima de su popularidad. Su conocimiento y conciencia de las tendencias le permitieron producir prendas sencillas y bien cortadas, cuya sofisticación y elegancia atrajeron a toda una nueva generación de clientes estadounidenses ricos atraídos por la nueva moda de la elegancia minimalista. Marc Jacobs es uno de los diseñadores estadounidenses más notables de la época porque, a diferencia de muchos diseñadores de moda estadounidenses del pasado, no fue tanto el coordinador de una prenda producida en masa como un diseñador en el sentido europeo de la palabra. Uno de los talentos más prometedores de la industria de la moda en ese momento, el grupo LVMH (Louis Vuitton-Moet Henessy) le ofreció el trabajo de diseñar una línea de prêt-à-porter para complementar los productos de lujo del especialista en equipaje Louis Vuitton, a finales de los años 1990. Uno de los primeros diseñadores de moda en anticipar la globalización de los mercados mundiales, el ya conocido diseñador Calvin Klein comenzó a comercializar su moda, perfumes y accesorios no sólo en los EE. UU. sino también en Europa y Asia, logrando un éxito sin igual. Klein, un brillante director artístico, utilizó anuncios cuidadosamente construidos que contenían imágenes teñidas de erotismo para promover sus diseños sofisticados y funcionales producidos en masa, que ganaron enorme popularidad entre la juventud urbana de los años noventa.
El grupo de diseñadores conocidos como los ' Seis de Amberes ' (llamados así porque todos ellos eran graduados de la Real Academia de Bellas Artes de Amberes), que surgió por primera vez en los años 1980, saltó a la fama en los años 1990. Tres de los más influyentes del grupo fueron Ann Demeulemeester, Dries van Noten y Walter Van Beirendonck. Ann Demeulemeester, desde su primera colección en 1991, demostró mucha confianza e inventiva. Naturalmente inclinada a la subestimación, construyó sus diseños sobre la base de contradicciones, introduciendo elementos contrastantes en sus modas fluidas y estilizadas, que atraían a mujeres que vestían, sobre todo, para complacerse a sí mismas. El trabajo de Dries van Noten se basó en un sólido dominio del arte de la sastrería, al que el joven diseñador añadió discretos toques de fantasía en un estilo muy personal. Consiguiendo ser a la vez clásica y original, su moda atraía a aquellos que preferían expresar su individualidad en lugar de seguir servilmente las tendencias. Walter Van Beirendonck, que irrumpió en la escena de la moda en 1995, produjo diseños decididamente futuristas bajo su marca W & LT (Wild and Lethal Trash). Utilizando deliberadamente tejidos desarrollados con las últimas tecnologías, en colores violentamente contrastados, produjo prendas llenas de referencias eróticas y sadomasoquistas, tocadas con un humor cáustico adolescente. Su enfoque muy distintivo se relacionaba con un resurgimiento de la antimoda, pero esta vez una antimoda sin nada en lo más mínimo étnico en sus orígenes, sino basada en la ciencia ficción que sirvió de inspiración para muestras de tan animada provocación.
En Italia, Gianni Versace, con sus diseños brillantes, sexys y coloridos, y Dolce & Gabbana, con su estilo superfemenino y fantástico, rompieron con las modas serias y sobrias que dominaron durante gran parte de los años noventa. La diseñadora británica Vivienne Westwood produjo muchas colecciones influyentes y populares a principios de la década de 1990, que incluían trajes inspirados en las cortesanas del siglo XVIII y el Marqués de Sade, con caderas redondeadas, corsés y tacones de plataforma. El diseñador londinense Rifat Ozbek también fue popular, especialmente en Nueva York y Milán. Su estilo juvenil, que mezclaba referencias a la India, África y su Turquía natal con ingeniosas interpretaciones de ropa histórica, recordaba a los clubes nocturnos más modernos y a la moda callejera más escandalosa de la época. La música rap fue una influencia destacada en la moda popular y callejera a principios y mediados de los años noventa. Los seguidores del hip hop adoptaron unos vaqueros enormes y holgados, similares a los que se llevaban en las prisiones estadounidenses, con grandes camisas estampadas y pesados zapatos negros. La marca deportiva Nike gozó de gran popularidad y materiales como Lycra/spandex se utilizaron cada vez más para la ropa deportiva. La creciente conciencia ecológica y los derechos de los animales hicieron que incluso las casas de alta costura como Chanel introdujeran pieles artificiales y fibras naturales en sus colecciones.

## Siglo 21

### Década de 2000
La moda de la década de 2000 se describe a menudo como una mezcla global, donde las tendencias vieron la fusión de estilos vintage, ropa global y étnica (por ejemplo, boho), así como las modas de numerosas subculturas basadas en la música. La moda hip-hop en general fue la más popular entre los jóvenes de todos los sexos, seguida por el estilo indie de inspiración retro más adelante en la década.
Los que generalmente tenían 25 años o más adoptaron un estilo informal y elegante que fue popular durante toda la década. La globalización también influyó en las tendencias de la vestimenta de la década, con la incorporación de la vestimenta asiática y de Medio Oriente a la moda europea, estadounidense y de Australasia. Además, la ropa ecológica y ética, como la moda reciclada, ocupó un lugar destacado en la década.
A principios de la década de 2000, muchas modas de mediados y finales de la década de 1990 seguían estando de moda en todo el mundo, al tiempo que introducían nuevas tendencias. Los últimos años de la década vieron un resurgimiento a gran escala de los diseños de ropa, principalmente de las décadas de 1960, 1970 y 1980.

### Década de 2010
La década de 2010 se definió por la moda hipster, el athleisure, un resurgimiento de prendas de época de la austeridad y modas alternativas, conjuntos inspirados en swag, ropa urbana de neón al estilo de los años 80 y elementos unisex al estilo de los años 90 influenciados por el grunge y moda skater. Los últimos años de la década fueron testigos de la creciente importancia en el mundo occidental de los influencers de las redes sociales a los que se les pagaba para promocionar marcas de moda rápida en Pinterest e Instagram.
Las marcas de moda mundiales más populares de la década incluyeron Abercrombie and Fitch, Adidas, Balenciaga, Ben Sherman, Burberry, Christian Dior, Coach, DSquared2, Dorothy Perkins, Fashion Nova, Forever 21, Gucci, H&M, Hollister, Hugo Boss, Lacoste, Louis Vuitton. Marks and Spencer, Michael Kors, Monsoon Accessorize, Nike, Nine West, Off-White, River Island, Supreme, Topman, Topshop, Uniqlo, Under Armour y Vans.

### Década de 2020
La moda de la década de 2020 representa una desviación de la moda de la década de 2010 y presenta una nostalgia por la estética más antigua. Se han inspirado en gran medida en estilos de finales de los 90 hasta mediados de los 2000, 1980 y finales de los 60 hasta principios de los 70. A principios de la década, varias publicaciones notaron la tendencia acortada y ciclo de nostalgia en la moda de la década de 2020. La moda también se vio moldeada por la pandemia de COVID-19, que tuvo un gran impacto en la industria de la moda y provocó cambios en las tendencias minoristas y de consumo.
En la década de 2020, muchas empresas, incluidos los actuales gigantes de la moda rápida como Shein y Temu, han estado utilizando plataformas de redes sociales como TikTok e Instagram como herramienta de marketing. Las estrategias de marketing que involucran a terceros, en particular personas influyentes y celebridades, se han convertido en tácticas destacadas. Las plataformas de comercio electrónico que promueven las pequeñas empresas, como Depop y Etsy, crecieron ofreciendo ropa vintage, hecha en casa o revendida por vendedores individuales. El ahorro también ha ganado popularidad debido a que se centra en encontrar prendas valiosas a un precio razonable.

## Otras lecturas
- Breward, Christopher, La cultura de la moda: una nueva historia de la vestimenta de moda, Manchester: Manchester University Press, 2003, ISBN 978-0719041259.
- Cole, Daniel James y Nancy Deihl, La historia de la moda moderna, Londres: Laurence King, 2015, ISBN 978-1780676036.
- Hollander, Anne, Ver a través de la ropa, Berkeley: University of California Press, 1993, ISBN 978-0520082311.
- Hollander, Anne, Sexo y trajes: la evolución de la vestimenta moderna, Nueva York: Knopf, 1994, ISBN 978-0679430964.
- Hollander, Anne, Feeding the Eye: ensayos, Nueva York: Farrar, Straus y Giroux, 1999, ISBN 978-0374282011.
- Hollander, Anne, Fabric of Vision: vestimenta y cortinas en la pintura, Londres: National Gallery, 2002, ISBN 978-0300094190.
- Kawamura, Yuniya, Fashion-ology: una introducción a los estudios de moda, Oxford y Nueva York: Berg, 2005, ISBN 1-85973-814-1.
- Lipovetsky, Gilles (traducido por Catherine Porter), El imperio de la moda: vestir la democracia moderna, Woodstock: Princeton University Press, 2002, ISBN 978-0691102627.
- McDermott, Kathleen, Estilo para todos: por qué la moda, inventada por los reyes, ahora nos pertenece a todos (Una historia ilustrada), 2010,ISBN 978-0-557-51917-0 — Muchas ilustraciones en color dibujadas a mano, extensa bibliografía comentada y guía de lectura.
- Perrot, Philippe (traducido por Richard Bienvenu), Modelando la burguesía: una historia de la vestimenta en el siglo XIX, Princeton Nueva Jersey: Princeton University Press, 1994, ISBN 978-0691000817.
- Steele, Valerie, Paris Fashion: una historia cultural (segunda edición, revisada y actualizada), Oxford: Berg, 1998, ISBN 978-1859739730.
- Steele, Valerie, Cincuenta años de moda: nueva apariencia hasta ahora, New Haven: Yale University Press, 2000, ISBN 978-0300087383.
- Steele, Valerie, Enciclopedia de ropa y moda, Detroit: Thomson Gale, 2005.

- Datos: Q28920908